# Stanton Manufacturing Company
Die Stanton Manufacturing Company war ein US-amerikanischer Hersteller von Dampfwagen.

## Beschreibung
Die New England Motor Carriage Company in Waltham (Massachusetts) trennte sich 1899 von ihrer Automobilproduktion. Diese wurde von Stanton übernommen und von 1900 bis 1901 fortgesetzt.
Der neue Stanton Steamer entsprach seinem Vorgänger, dem New England Steamer, erhielt aber ein verstärktes Fahrwerk. Außerdem wurde dem bislang als einziger Version angebotenen, zweisitzigen Runabout ein viersitziger Surrey zur Seite gestellt.
Der Stanton Steamer war ein vierrädriges, leichtes und vom Fahrradbau seiner ursprünglichen Konstrukteure inspiriertes Fahrzeug. Er hatte Drahtspeichenräder und einen Hebel anstelle eines Lenkrads. Die Kraft wurde von zwei kleinen Hochdruck-Dampfmaschinen erzeugt und über eine Antriebskette auf die Hinterachse übertragen. Der Brenner wurde mit Benzin betrieben. Das Fahrzeug dürfte nach den genannten Verbesserungen gut 280 kg als Zwei- und etwa 300 kg als Viersitzer gewogen haben. Nur wenige Exemplare wurden gebaut, die Produktion endete um 1901.